# Insane Asylum
Insane Asylum è un album discografico della cantante rock e blues statunitense Kathi McDonald, pubblicato dall'etichetta discografica Capitol Records nel 1974.

## Tracce
Lato A
1. Bogart to Bowie – 4:07 (Pete Sears, Kathi McDonald)
2. To Love Somebody – 4:32 (Robin Gibb, Barry Gibb)
3. (Love Is Like A) Heat Wave – 2:03 (Brian Holland, Lamont Dozier, Edward Holland)
4. Threw My Love Away – 2:56 (Pete Sears, Kathi McDonald)
5. Freak Lover – 2:56 (Mark Unobski)
6. Down to the Wire – 3:36 (Neil Young)

Durata totale: 20:10
Lato B
1. Heartbreak Hotel – 2:32 (Elvis Presley, Mae Boren Axton, Tommy Durden)
2. If You Need Me – 2:52 (Robert Bateman, Sonny Sanders, Wilson Pickett)
3. Somethin' Else – 2:45 (Eddie Cochran, Shari Sheeley)
4. All I Want to Be – 3:41 (Peter Frampton)
5. Insane Asylum – 6:05 (Willie Dixon)

Durata totale: 17:55

## Musicisti
Bogart to Bowie
- Kathi McDonald - voce solista
- Nils Lofgren - chitarra
- Pete Sears - basso, tastiere
- Bobbye Hall - percussioni

To Love Somebody
- Kathi McDonald - voce solista
- Pete Sears - basso, tastiere

(Love Is Like A) Heat Wave
- Kathi McDonald - voce solista
- Ronnie Montrose - chitarra solista
- Greg Douglas - chitarra ritmica
- Pete Sears - basso, tastiere
- Bobbye Hall - percussioni

Threw My Love Away
- Kathi McDonald - voce solista
- Neil Schon - chitarra
- Pete Sears - basso, tastiere

Freak Lover
- Kathi McDonald - voce solista
- Mark Unobski - chitarra
- Papa John Creach - violino
- Pete Sears - pianoforte
- Jim McPherson - basso

Down to the Wire
- Kathi McDonald - voce solista
- Nils Lofgren - chitarra
- Pete Sears - basso, tastiere
- Bobbye Hall - percussioni

Heartbreak Hotel
- Kathi McDonald - voce solista
- Ronnie Montrose - chitarra solista
- Greg Douglas - chitarra ritmica
- Pete Sears - basso, tastiere

If You Need Me
- Kathi McDonald - voce solista
- Ronnie Montrose - chitarra solista
- Greg Douglas - chitarra ritmica
- Pete Sears - basso, tastiere

Somethin' Else
- Kathi McDonald - voce solista
- John Cipollina - chitarra solista
- Gary Philippet - chitarra ritmica
- Pete Sears - basso, tastiere

All I Want to Be
- Kathi McDonald - voce solista
- Neil Schon - chitarra
- Pete Sears - basso, tastiere

Insane Asylum
- Kathi McDonald - voce solista
- Nils Lofgren - chitarra
- Pete Sears - chitarra, basso, tastiere
- Boots Hoghston - strumenti a fiato

Note aggiuntive:
- David Briggs - produttore
- Pete Sears - arrangiamenti[1]